# Cypřiš stálezelený

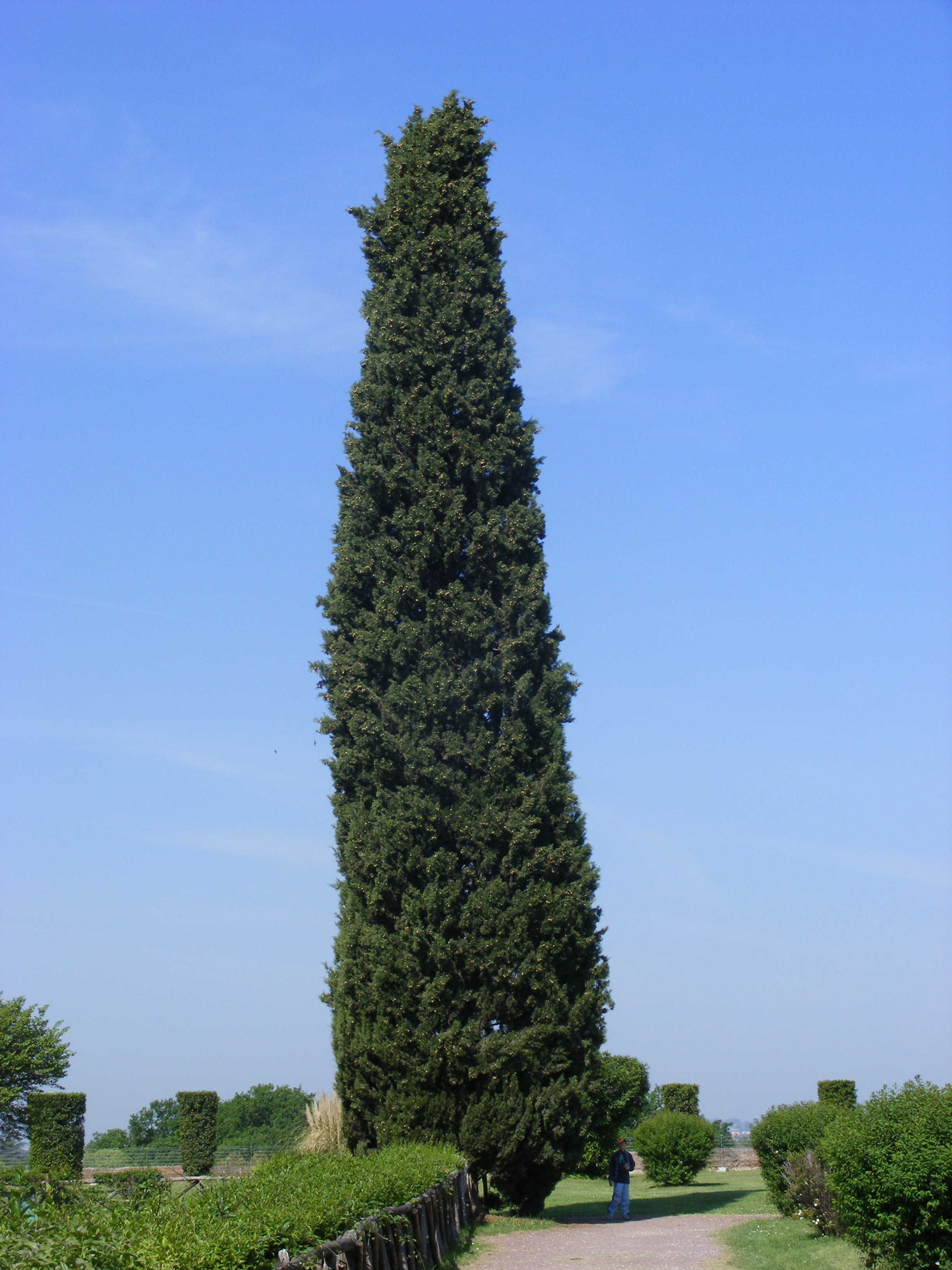
Vyšlechtěný kultivar 'Stricta'

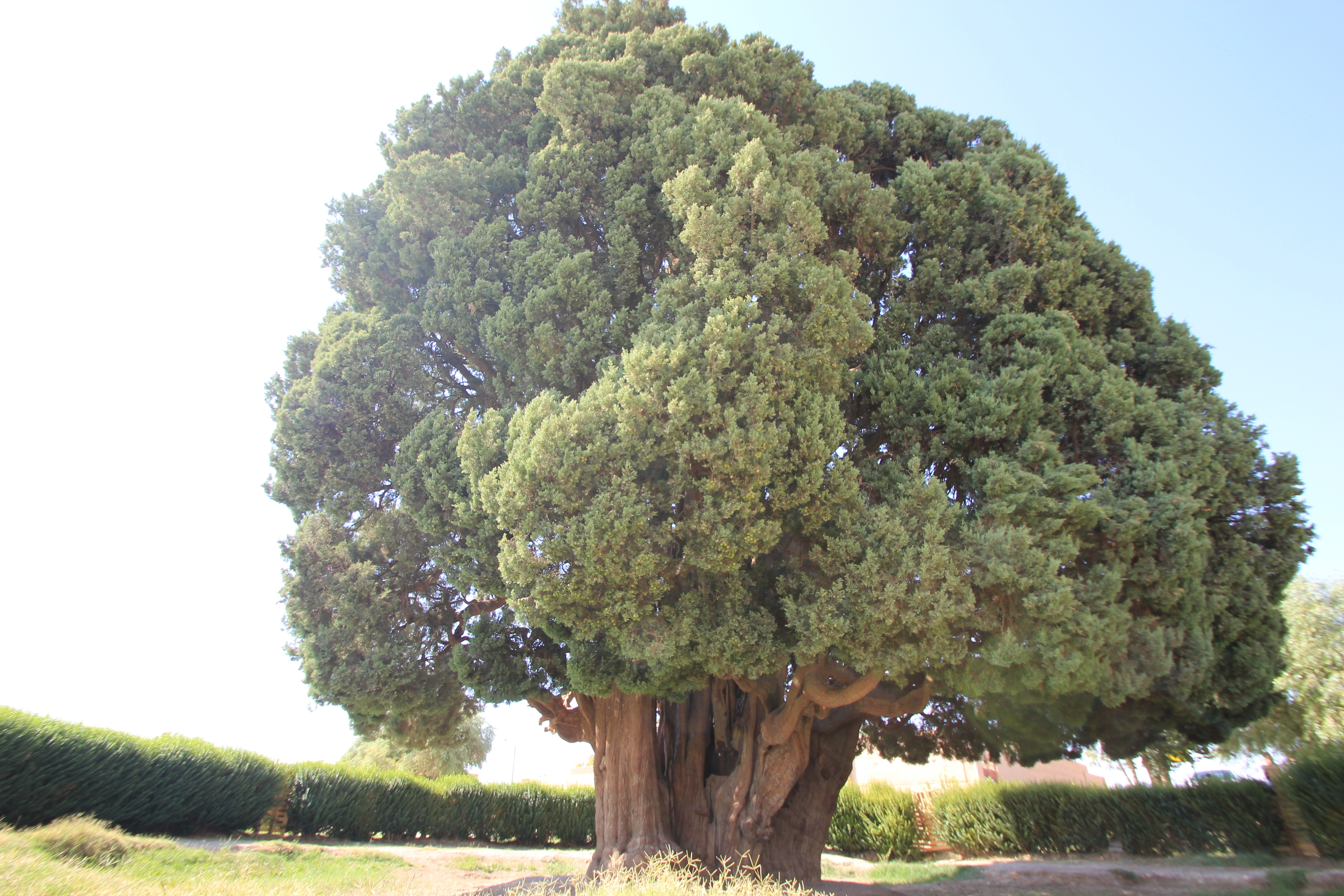
Jedinec starý asi 4000 let

Cypřiš stálezelený (Cupressus sempervirens) je stálezelený, jehličnatý, dlouhověký strom vyžadující pro zdárný růst teplejší, jihoevropské klima.

## Rozšíření
Je o něm známo, že se již po tisíciletí pěstuje, šlechtí a jako okrasná rostlina rozšiřuje ve východní části Středomoří, proto je velmi nesnadné zjistit jeho původní oblast vzniku. Podle posledních výzkumů druh pochází z jihovýchodní Evropy (Kréta, Kypr), jihozápadní Asie (Turecko, Libanon, Sýrie, Jordánsko, Izrael, Írán) a z Libye v severní Africe.
Druhotně byl rozšířen a zdomácněl hlavně v jižní Evropě, na území od Španělska a Portugalska na západě po Řecko, Bulharsko, Krym a evropskou část Turecka na východě. Na severu je jeho současný výskyt ohraničen jihem Francie, severem Itálie a Balkánu. Rozšířil se i po většině ostrovů Středozemního moře i v Maroku a Tunisku v severní Africe. Je také vysazován v Severní i Jižní Americe, Austrálii i na Novém Zélandu.
V České republice byl poprvé prokazatelně pěstován počátkem 19. století v Lednici na jižní Moravě. Nyní jej lze spatřit například v Botanické zahradě hl. m. Prahy, v Zámeckém parku v Průhonicích, či v Arboretu Žampach nebo Městských sadech v Rakovníku.

## Ekologie
Dlouhověká, teplomilná a sluncemilná dřevina, která není na půdní podmínky příliš náročná, ideální jsou pro ní zeminy kypré, přiměřeně vlhké, písčitojílovité a dobře propustné, jež mohou být kyselé nebo alkalické. V oblastech okolo Středozemního moře roste až do nadmořské výšky 1500 m n. m a v průběhu suché zimy snese krátkodobý pokles teploty až k -18 °C. Snáší sucho, silný vítr i nečisté městské ovzduší.
Většinou se jí dobře daří pouze v místech s teplým létem a mírnou, suchou zimou, není proto považována za rostlinu vhodnou do přírody střední Evropy. Je pouze slabě mrazuvzdorná, lze ji úspěšně pěstovat pouze na chráněných a závětrných lokalitách. Mladá rostlina i na těchto stanovištích vyžaduje zimní ochranu, neboť v méně příznivých zimách může být poškozená mrazem. Je světlomilná, vyžaduje dostatek světla, v opačném případě ztrácí jehličí a nápadně řídne, naopak výborně snáší sluneční úpal. Na vláhu je nenáročná, spokojí se i s minimem, dobře snáší i nízkou vzdušnou vlhkost. Je přizpůsobivá úrodnosti, hloubce i složení půdy, dobře roste i na stanovištích chudých, písčitých, kamenitých a dokonce na skalách.
Mladý jedinec roste poměrně rychle, plodná semena však začíná dávat nejdříve až ve věku deseti let. Doložený nejmohutnější evropský strom vyrostl do výše 30 m s výčetní tloušťkou kmene 1,72 m, nejhrubší kmen 1,82 m má strom vysoký 15 m, oba rostou v Toskánsku v Itálii. Ve španělském Aranjuezu byl naměřen strom vysoký 38,1 m. Tyto ve své domovině dlouhověké stromy se mohou dožívat 1000 let věku. Asi nejstarší strom roste v Íránu, je vysoký 25 m, jeho kmen má v průměru 3 m, koruna je velká 14 m a jeho stáří je pouze odhadováno na 4000 roků.
Původních cypřišových lesů se dochovalo jen málo, většinou byly pokácené. Jejich fragmenty se zachovaly pouze ve vyšších polohách na ostrovech v Egejském moři. S cypřišem stálezeleným se nyní můžeme setkat nejčastěji jako s okrasným stromem v okolí lidských sídel, hřbitovů, podél cest, v olivových hájích a u jinak významných míst.

## Popis
Jednodomý strom vysoký 20 až 30 cm s rovným kmenem a velmi hustou, širokou korunou, který vyrůstá z dobře vyvinutého kořenového systému. Kůru má v mládí tenkou a hladkou, později se stává matnou, vláknitou, šedohnědou, podélně zvrásněnou a odlupuje se v pásech. Mladé větvičky, větvené takřka v pravém úhlu, jsou tupě čtyřhranné a porostlé tmavě zelenými, trojúhelníkovitými jehlicovitými listy. Vyrůstají ve čtyřech řadách, křižmostojně, jsou asi 1 mm dlouhé, šupinaté, vejčité a na vrcholu tupé, střechovitě se překrývají a k větvičce těsně přiléhají, juvenilní listy jsou jehlicovité a pichlavé.
Samčí šištice vyrůstající na koncích větviček bývají dlouhé 4 až 8 mm, po vyprášení pylu opadají. Samičí rostou téměř svěšené na krátkých stopkách, jsou kulovité nebo elipsoidní, nicí, žlutavě šedé, bývají 3 až 4 cm dlouhé a 2 až 3 cm široké, mívají osm až čtrnáct protilehlých šupin. Vajíčka na plodných šupinách jsou opylována pylem samčích šištic přenášeným větrem. Na jedné šupině může vzniknout osm až dvacet úzce okřídlených, lesklých, červenohnědých semen asi 6 mm velkých. K opylování obvykle dochází počátkem roku, semena dozrávají až na podzim následného roku.

## Rozmnožování
Šišky zůstávají na stromě dlouho i po vypadaní semene. U některých jedinců zůstanou na stromě neotevřené i po několik let, až případný blízký požár indukuje jejich otevření a vypuštění životaschopných semen. Roznáší je vítr, jsou okřídlená a velmi lehká, v 1 kg jich bývá asi 150 000. Stromy každoročně produkují velké množství semen s dlouhou dormancí a jejich vyklíčení trvá obvykle několik let, klíčí dvěma dělohami. Kromě semen se stromy mohou množit i vegetativně, hlavně šlechtěné kultivary, řízky z polotvrdého dřeva nebo výmladkovými výhonky.

## Taxonomie
Dřevina má dva různé způsoby růstu, některé rostou s volně rozloženou korunou a jiné mají vzrůst sloupovitý, především kultivar 'Stricta' používaný hlavně jako okrasná dřevina u domů a v okrasných zahradách. Obecně se předpokládá, že forma s rozložitou korunou (horizontalis) je původní, kdežto sloupovitá (fastigiate) je zahradnického, pěstitelského původu a její vznik se datuje do raných historických dob. V současnosti je hojně rozšířena jak ve Středomoří, tak i v Malé Asií a v Íránu.

## Využití
Rostlina má dlouhou historii využití v lidovém léčitelství při léčbě kašle a chřipky, moderní výzkum prokázal mnohé různě silné účinky. Obsahuje hodně fenolických složek a éterických olejů, které mají četné antimikrobiální, antioxidační a antivirové účinky. Silice získávaná destilaci z jehličí příjemně voní, její vůně je popisována jako balzámová, dřevitá, kouřová a lehce citrusová. Používá se v kosmetice převážně v přípravcích k péči o dutinu ústní, protože zastavuje krvácení a má dezinfekční účinek, dále do deodorantů, parfémů i proti kožním nemocem, pomáhá proti mykózám. Zlepšuje průtok tkáněmi a blahodárně působí v mastech proti hemoroidům, křečovým žilám a proti bolesti svalů a kloubů.
Dřevo cypřiše stálezeleného je tvrdé a trvanlivé, odolné proti houbám, hmyzu i vodě, požívá se na významné stavby, lodě i v řezbářství. Jeho aroma odpuzuje hmyz a proto se z něho zhotovovaly truhly a skříně k uložení prádla a potravin, včetně rakví. Strom je spojován se smrtí, sloužíval od řeckých a římských dob jako stínění hřbitovů. V současnosti se používá jako živý plot, větrolam nebo se vysazuje okolo cest i jako ochrana proti rozšiřování písečných dun; dokáže růst v mělké a degradované půdě, kde žádný jiný lesní strom neporoste. Je odolný vůči ohni, jeho velmi hustá koruna si i během léta dokáže udržet vysoký obsah vody a stromy jsou proto relativně odolné vůči vznícení.

## Galerie

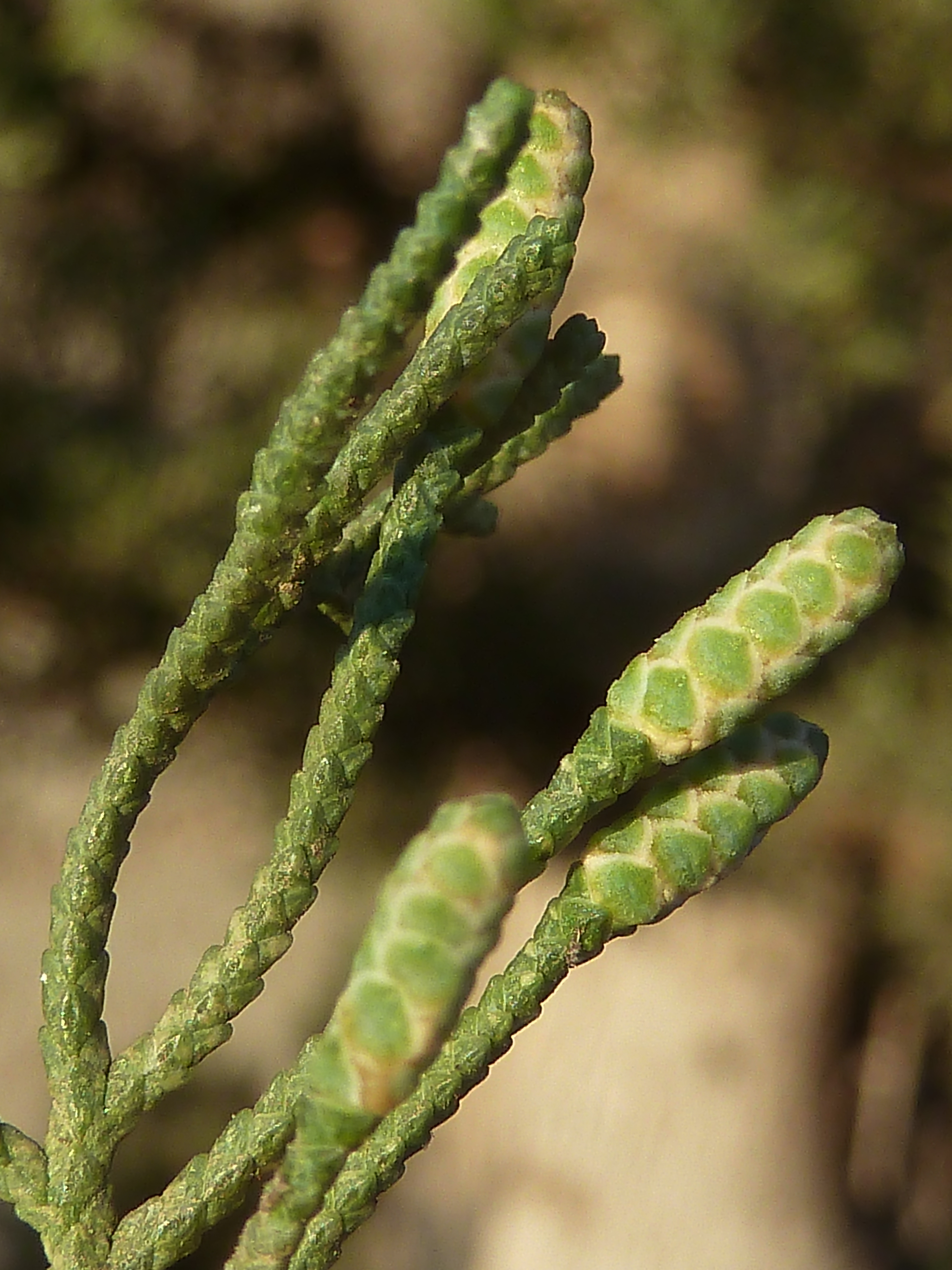
Nezralé samčí šištice
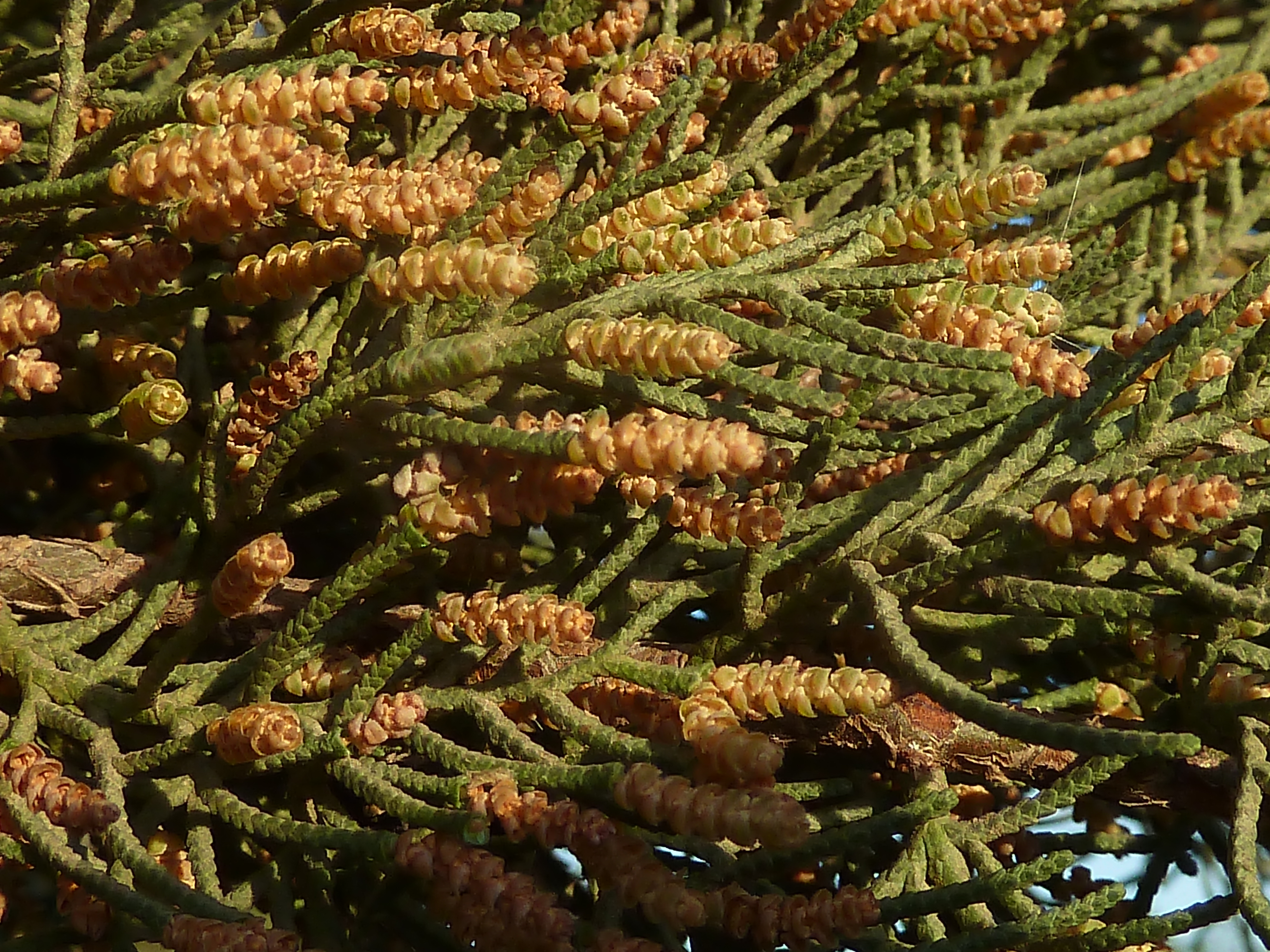
Otevřené samčí šištice
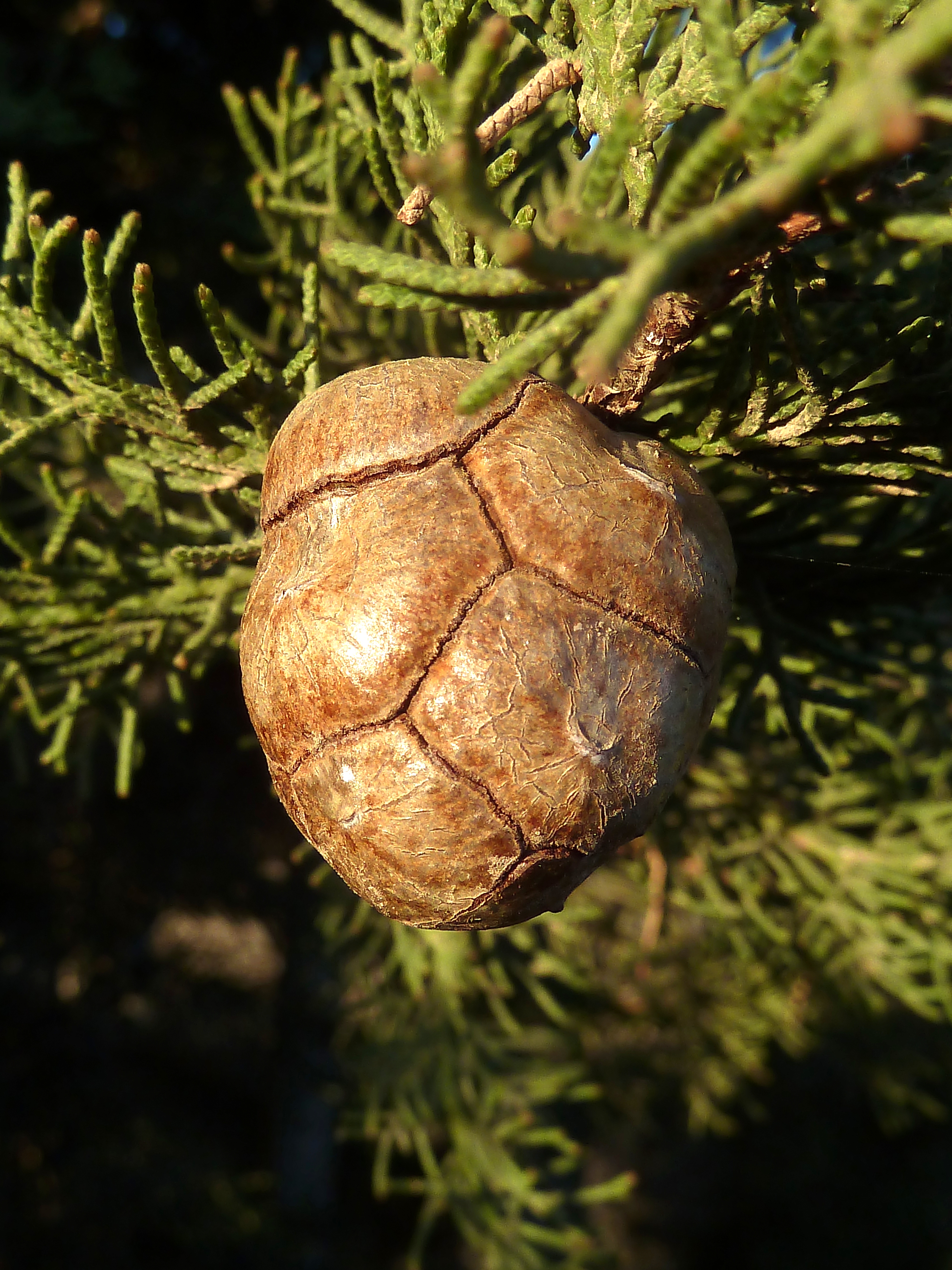
Zrající samičí šiška
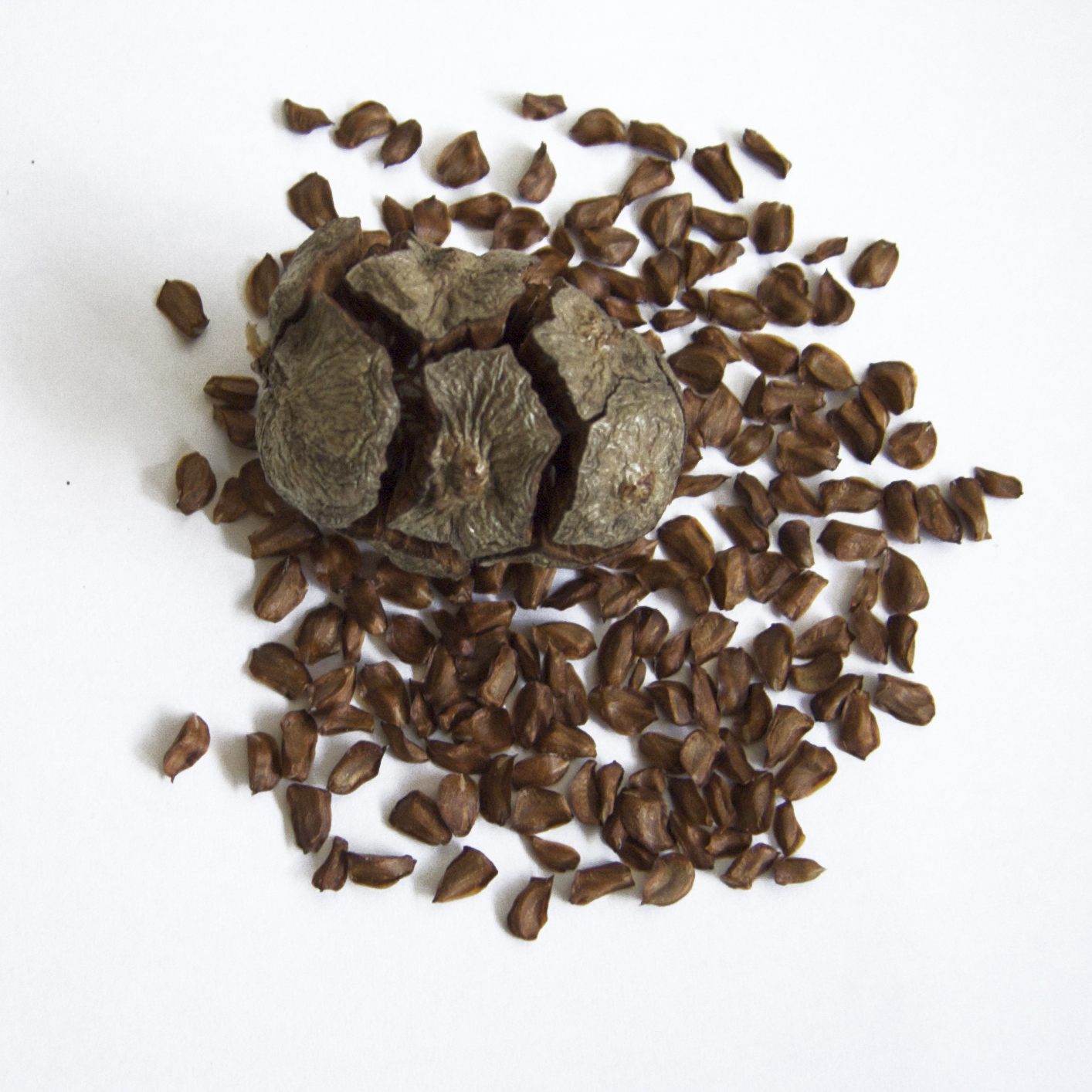
Otevřená samičí šiška